# HouseBroken
HouseBroken ist eine amerikanische animierte Sitcom für Erwachsene, die von Jennifer Crittenden, Clea DuVall und Gabrielle Allan entwickelt wurde und am 31. Mai 2021 auf Fox Premiere hatte.

## Handlung
Die Serie spielt in einer Welt, in der Tiere sprechen können, aber von Menschen nicht verstanden werden können. Im Mittelpunkt steht eine Gruppe anthropomorpher Haustiere, die alle an einer Therapiegruppe unter der Leitung von Honey teilnehmen, einem Hund, dessen Besitzer Therapeut ist und daher auf sie abgefärbt hat. Die Serie erzählt aus der Perspektive der Tiere, von denen jedes unterschiedliche Probleme hat, die normalerweise von Besitzern herrühren, und beschreibt detailliert die verschiedenen Abenteuer, die sie unternehmen, um mit ihren Problemen umzugehen.

## Ausstrahlung
HouseBroken hatte in den USA am 31. Mai 2021 auf Fox Premiere. In Kanada läuft sie auf Much und in Australien auf Paramount+. Die zweite Staffel startete am 4. Dezember 2022 mit zwei weihnachtlichen Episoden und wurde am 26. März 2023 fortgesetzt.
Aufgrund schlechter Quoten wurde die Serie nach zwei Staffeln im Mai 2024 abgesetzt und wird nicht weiter produziert.